# Vaccaria
Vaccaria é um género botânico pertencente à família Caryophyllaceae.